# The Happy Horns of Clark Terry
The Happy Horns of Clark Terry – album studyjny amerykańskiego trębacza jazzowego Clarka Terry’ego, wydany z numerem katalogowym A-64  (wersja mono) i AS-64 (wersja stereo) w 1964 roku przez Impulse! Records.
Album został wydany na płycie kompaktowej po raz pierwszy w 1994 przez GRP Records i Impulse! pod numerem  GRP 11482. Na płycie kompaktowej znajduje się utwór „Hammerhead Waltz”, którego nie było na oryginalnej płycie winylowej, a który pojawił się na płycie The Definitive Jazz Scene Volume One.
Album zawiera głównie utwory znane z wykonań orkiestry Duke’a Ellingtona.

## Powstanie
Materiał na płytę został zarejestrowany 13 marca 1964 roku przez Rudy'ego Van Geldera w należącym do niego studiu (Van Gelder Studio) w Englewood Cliffs w stanie New Jersey. Produkcją albumu zajął się Bob Thiele.

## Lista utworów
Opracowano na podstawie materiału źródłowego.
Wydanie LP
Strona A
| Nr | Tytuł utworu | Muzyka                       | Długość |
| -- | --- | ---------------------------- | ------- |
| 1. | „Rockin’ in Rhythm” | Duke Ellington, Harry Carney | 4:36    |
| 2. | „In a Mist” | Bix Beiderbecke              | 4:05    |
| 3. | „Return to Swahili” | Clark Terry                  | 3:03    |
| 4. | „Ellington Rides Again (medley) 1. Don’t Get Around Much Anymore (Duke Ellington, Bob Russell) 2. Perdido (Juan Tizol) 3. I’m Beginning to See the Light (Duke Ellington, Don George, Johnny Hodges, Harry James)” |                              | 2:54    |
|    | |                              | 14:38   |

Strona B
| Nr | Tytuł utworu                       | Muzyka                      | Długość |
| -- | ---------------------------------- | --------------------------- | ------- |
| 1. | „Impulsive”                        | Johnny Hodges               | 4:36    |
| 2. | „Do Nothin’ till You Hear from Me” | Duke Ellington, Bob Russell | 3:33    |
| 3. | „Jazz Conversation”                | Buck Clayton, Bob Hammer    | 5:29    |
| 4. | „High Towers”                      | Henri Woode                 | 3:46    |
|    |                                    |                             | 17:24   |

Utwór dodatkowy na reedycji (1994)
| Nr | Tytuł utworu       | Muzyka     | Długość |
| -- | ------------------ | ---------- | ------- |
| 1. | „Hammerhead Waltz” | Bob Hammer | 2:48    |
|    |                    |            | 2:48    |

## Twórcy
Opracowano na podstawie materiału źródłowego.
Muzycy:
- Clark Terry – trąbka, skrzydłówka
- Phil Woods – saksofon altowy, klarnet
- Ben Webster – saksofon tenorowy
- Roger Kellaway – fortepian
- Milt Hinton – kontrabas
- Walter Perkins – perkusja

Produkcja:
- Bob Thiele – produkcja muzyczna
- Rudy Van Gelder – inżynieria dźwięku
- Hollis King – projekt okładki
- Chuck Stewart – fotografie
- George Hoefer – liner notes
- Michael Cuscuna – produkcja muzyczna (reedycja z 1994)